# Poroniec (potok)
Poroniec – potok, dopływ Białego Dunajca. Pochodzenie nazwy nie jest znane; może mieć jakiś związek z nazwą wsi Poronin, ale nawet nie wiadomo, czy najpierw nadano nazwę potokowi, czy wsi. Dawniej Porońcem nazywano także Suchą Wodę Gąsienicową oraz polanę Psią Trawkę, zaś Dolinę Suchej Wody Gąsienicowej nazywano Doliną Porońca.
Poroniec ma źródła na wysokości ok. 1055 m n.p.m. na stokach Wierchporońca, pomiędzy polaną Poroniec a Drogą Oswalda Balzera. Źródło to jest ocembrowane i okresowo użytkowane. W górnym odcinku Poroniec płynie dolinką w kierunku północnym ze spadkiem 5,3%. Wyżłobione w warstwach łupkowo-piaskowcowych koryto ma szerokość 1–2 m i w niektórych miejscach zawalone jest gliniastym rumoszem. Potok zasilany jest okresowymi i niewielkimi ciekami spływającymi z dolinek wciosowych na obydwu zboczach.
Poroniec spływa przez polanę Poroniec, a następnie doliną pomiędzy dwoma grzbietami Pogórza Bukowińskiego: Brzegowskim Działem i jego odnogą z Galicową Grapą oraz Zgorzeliskowym Działem ze szczytami Zadni Wierch i Wierch Spalenisko. Głównymi jego dopływami są: Budzów Potok, Cicha Woda, Chowańców Potok, Jesionkówka, Kunowski Potok. Wzdłuż górnej części potoku biegnie granica Tatrzańskiego Parku Narodowego (należą do niego tereny po zachodniej stronie potoku). Poroniec uchodzi do Zakopianki w Poroninie na wysokości ok. 730 m n.p.m., w miejscu o współrzędnych 49°20′17″N 20°00′07″E/49,338056 20,001944.
Potok w całości znajduje się w granicach Polski. Dolina potoku położona jest w województwie małopolskim, w powiecie tatrzańskim, w gminie Poronin. Potok zbiera wody z Tatr, Rowu Podtatrzańskiego i Pogórza Bukowińskiego. Jego dolna część oraz dopływ Cicha Woda stanowią granicę między Rowem Podtatrzańskim a Pogórzem Bukowińskim.
Jest to ciek wodny IV rzędu. Jego zlewnia ma powierzchnię 78,69 km². Cechuje ją duża asymetryczność. Zlewnia prawostronna ma powierzchnię 9,76 km², lewostronna 68,41 km², czyli jest 7-krotnie większa od lewej.
Dolina Porońca jest częścią Rowu Podtatrzańskiego i nosi nazwę Rowu Poronińskiego.